# A Light That Never Comes
"A Light That Never Comes" là một bài hát được sáng tác và thu âm bởi ban nhạc rock người Mỹ Linkin Park, cũng như là sản phẩm hợp tác đầu tiên của họ với DJ kiêm nhà sản xuất thu âm người Mỹ Steve Aoki. Nó nằm trong album remix thứ 2 của ban nhạc, Recharged. Đây là đĩa đơn thứ 26 của ban nhạc. Bài hát làm bài mở đầu cho album. Bài hát được ra mắt sớm khi Recharged được phát hành một phần vào đầu ngày 16 tháng 9 năm 2013, cũng như được phát sóng trên đài phát thanh và được xem trực tuyến dưới dạng đĩa đơn quảng cáo trên dịch vụ âm nhạc kỹ thuật số Xbox Music. CD đĩa đơn được phát hành vào ngày 11 tháng 10 năm 2013.

## Bối cảnh và quảng bá
Theo Mike Shinoda, "Phần thú vị nhất của bài hát là nó được kết dính với nhau một cách thực sự tự nhiên... Steve Aoki và tôi lần đầu nói chuyện trên Twitter, sau đó chúng tôi gửi email, và chúng tôi bắt đầu trao đổi âm nhạc qua lại với nhau."  Trong một cuộc phỏng vấn vào ngày 30 tháng 8 năm 2013 với Shinoda và Aoki, Shinoda nói rằng họ đã bắt đầu thực hiện bài hát "hơn nửa năm trước". Ông nói rằng họ không liên tục làm việc, nhưng "những ý tưởng sẽ tuôn trào bất cứ khi nào... một cái gì đó mới xuất hiện".
HBO bao gồm bài hát trong đoạn quảng cáo mùa thu năm 2013 của họ. Ban nhạc đã phát hành video lời bái hát chính thức vào ngày 16 tháng 9 khi người chơi trên khắp thế giới mở khóa bản nhạc trong LP Recharge, trò chơi Facebook đầu tiên của họ. Phiên bản Rick Rubin Reboot của bài hát cũng được đưa vào nhạc nền của phim hành động toàn sao Mỹ năm 2014 Biệt đội đánh thuê 3.

## Biểu diễn trực tiếp
Shinoda, Bennington và Aoki đã biểu diễn bài hát cùng nhau lần đầu tiên tại Lễ hội Sonic mùa hè vào ngày 10 tháng 8 năm 2013, ở Tokyo, Nhật Bản. Aoki nói, "chúng tôi đã tổ chức buổi biểu diễn này cùng nhau một cách... rất thô sơ." Vào thời điểm đó, Shinoda nói rằng không có kế hoạch biểu diễn lại bài hát với Aoki, tuy nhiên, ông nói "Tôi nghĩ nó sẽ xảy ra", nhưng ông không biết liệu nó có được dàn dựng giống như chương trình Summer Sonic hay không.
Vào ngày 15 tháng 11 năm 2013, Mike Shinoda, Chester Bennington và Steve Aoki đã biểu diễn bài hát với tay trống Travis Barker của Blink-182 tại Shrine Auditorium và Expo Hall. Vào ngày 26 tháng 11, Shinoda, Bennington và Aoki đã biểu diễn bài hát trên Jimmy Kimmel Live!.
Vào ngày 9 tháng 1 năm 2014, tại The Joint ở Las Vegas, Linkin Park đã biểu diễn bài hát lần đầu tiên với tư cách là một ban nhạc đầy đủ mà không có Aoki.

## Giới phê bình đón nhận
Stupid Dope đã đưa ra đánh giá tích cực về bài hát, nói rằng "Ca khúc chứa đầy năng lượng đỉnh chóp, các nhạc tố du dương nặng nề và tất nhiên, âm thanh mang thương hiệu của Linkin Park, được họ kết hợp một cách tuyệt vời với Mr. Aoki." 

### Doanh số thương mại
Trong tuần đầu tiên phát hành, đĩa đơn đã đạt được 55.000 lượt tải xuống tại Mỹ.

## Video âm nhạc
Vào ngày 6 tháng 10 năm 2013, Joe Hahn xác nhận một video cho "A Light That Never Comes" đang được sản xuất, bằng cách đăng hai hình ảnh hậu trường và một đoạn video ngắn xem trước trên tài khoản Instagram của ông. Video được phát hành vài ngày sau đó trên một số trang web nhất định tùy theo khu vực.
Video âm nhạc sau đó chính thức được phát hành trên toàn thế giới trên YouTube vào ngày 17 tháng 10 năm 2013. Một đoạn hậu trường của video có trên trang web chính thức của Dell.
Tính đến tháng 1 năm 2021, bài hát đã có 34 triệu lượt xem trên YouTube.

## Danh sách ca khúc
| Stream | Stream                     | Stream     |
| STT    | Nhan đề                    | Thời lượng |
| ------ | -------------------------- | ---------- |
| 1.     | "A Light That Never Comes" | 3:49       |

| CD đĩa đơn | CD đĩa đơn                       | CD đĩa đơn |
| STT        | Nhan đề                          | Thời lượng |
| ---------- | -------------------------------- | ---------- |
| 1.         | "A Light That Never Comes"       | 3:49       |
| 2.         | "Until It Breaks" (Datsik Remix) | 6:00       |

## Xếp hạng
| Bảng xếp hạng (2013)                          | Vị trí cao nhất |
| --------------------------------------------- | --------------- |
| Australia (ARIA)                              | 56              |
| Áo (Ö3 Austria Top 40)                        | 21              |
| Bỉ (Ultratip Wallonia)                        | 21              |
| Canada (Canadian Hot 100)                     | 51              |
| Pháp (SNEP)                                   | 81              |
| Đức (GfK)                                     | 8               |
| Ireland (IRMA)                                | 72              |
| Ý (FIMI)                                      | 30              |
| Nhật Bản (Japan Hot 100)                      | 71              |
| Ba Lan (Polish Airplay Top 100)               | 15              |
| Bồ Đào Nha Digital Song Sales (Billboard)     | 47              |
| Scotland (OCC)                                | 29              |
| Slovakia (Rádio Top 100)                      | 73              |
| Thụy Sĩ (Schweizer Hitparade)                 | 15              |
| Anh Quốc (OCC)                                | 34              |
| Anh Quốc Dance (OCC)                          | 8               |
| Hoa Kỳ Billboard Hot 100                      | 65              |
| Hoa Kỳ Hot Dance/Electronic Songs (Billboard) | 8               |
| Hoa Kỳ Hot Rock Songs (Billboard)             | 11              |
| Hoa Kỳ Rock Airplay (Billboard)               | 15              |
| Hoa Kỳ Alternative Songs (Billboard)          | 7               |

| Bảng xếp hạng (2013)                      | Vị trí |
| ----------------------------------------- | ------ |
| Đức (Media Control Charts)                | 91     |
| US Hot Dance/Electronic Songs (Billboard) | 46     |
| US Hot Rock Songs (Billboard)             | 55     |
| Bảng xếp hạng (2014)                      | Vị trí |
| US Hot Dance/Electronic Songs (Billboard) | 61     |

## Lịch sử phát hành
| Khu vực  | Ngày                      | Định dạng   | Hãng đĩa                  |
| -------- | ------------------------- | ----------- | ------------------------- |
| Thế giới | Ngày 16 tháng 9 năm 2013  | Stream      | Warner Bros. Machine Shop |
| Áo       | Ngày 11 tháng 10 năm 2013 | CD          | Warner Bros.              |
| Đức      | Ngày 11 tháng 10 năm 2013 | CD          | Warner Bros.              |
| Thụy Sĩ  | Ngày 11 tháng 10 năm 2013 | CD          | Warner Bros.              |
| Thế giới | Ngày 21 tháng 1 năm 2014  | EP Phối lại | Warner Bros. Dim Mak      |